# Mauro & Pluras tågluff
Mauro & Pluras tågluff var ett rese och realityprogram på TV3 som sändes 2014 med musikerna Mauro Scocco och Plura Jonsson (från Eldkvarn). Under resans gång spelar de även låtar och det resulterade i skivan namnet Musiken från: Mauro & Pluras tågluff. Programmet är en spin-off på deras tidigare samarbete i matprogrammet Mauro & Pluras kök och spelades in våren 2013.
Programmets grundidé var att följa de båda musikerna på tågluffning längs franska atlantkusten, via Pyrenéerna till Camargue vid Medelhavet. I programmet följer kamerorna deras upplevelser, samtal och restaurangbesök. Kjell Alinge var berättarröst och de hade med illustratören Love Nordberg som visades i arbete och vars illustrationer visades i vinjetter samt som avdelare i avsnitten.

## Resrutt
Besöksmålen för respektve avsnitt var:
1. Paris – Deauville/Trouville – Honfleur – Cabourg – Omaha Beach
2. Cancale – Dinard – Mont Saint-Michel – Île-de-Bréhat
3. Brest – Huelgoat – Pont-Aven – Port du Bélon – Bodil Malmstens Finistère
4. La Rochelle – Île de Ré
5. Bordeaux
6. Saint-Jean-de-Luz – Saint-Jean-Pied-de-Port – San Sebastián
7. Carcassonne – Canal du Midi (med kanalbåt)
8. Canal du Midi (med kanalbåt) – La Grande-Motte – Camargue

## Låtlista, Musiken från Mauro & Pluras tågluff
I varje program spelade de en eller flera låtar och i samband med att programmet visades släpptes skivan Musiken från Mauro & Pluras tågluff med några av låtarna från programmet. Signaturmelodin, "Intro #1" är den instrumentala låten Django's tiger av Django Reinhardt framförd av Gustav Lundgren. Övriga låtar på skivan är nyinspelade versioner framförda av Mauro Scocco och Plura Jonsson.
| 1.  | Intro #1: Gustav Lundgren: Django's tiger (instrumental) | Django Reinhardt och Stéphane Grappelli             |                                                           | 2:15 |
| 2.  | Långsamt tåg                                             | Plura Jonsson, 1989                                 | Eldkvarns Karusellkvällar                                 | 4:53 |
| 3.  | Dåligt väder                                             | Mauro Scocco, 2011                                  | Musik för nyskilda                                        | 2:33 |
| 4.  | Försent                                                  | Mauro Scocco, 1984                                  | Paradis                                                   | 4:29 |
| 5.  | Blues för Bodil Malmsten                                 | Plura Jonsson, 2007                                 | Eldkvarns Svart blogg                                     | 4:55 |
| 6.  | Himlen runt hörnet                                       | Mauro Scocco, 1992                                  | Skriven till Lisa Nilssons album Himlen runt hörnet       | 3:39 |
| 7.  | Kaffe och en cigarett                                    | Text: Olle Ljungström, musik: Heinz Liljedahl, 2000 | Olle Ljungströms En apa som liknar dig                    | 3:22 |
| 8.  | Mil efter mil                                            | Plura Jonsson, 1996                                 | Skriven till Totta Näslunds album Hjärtats slutna rum     | 4:15 |
| 9.  | Tidvatten                                                | Peter LeMarc, 1991                                  | Hittegods (Fångade sånger och stulna ögonblick 1985-1992) | 2:16 |
| 10. | Väska full med trubbel                                   | Mauro Scocco och Plura Jonsson, 2013                | Nyskriven                                                 | 3:39 |

| 1. | Intro #2: Mystery train (instrumental) | Junior Parker, 1953                      |                                                         | 3:37 |
| 2. | Första klass                           | Plura Jonsson, 1987                      | Eldkvarns Himmelska dagar                               | 5:35 |
| 3. | Hem till Stockholm                     | Mauro Scocco, 1988                       | Mauro Scocco                                            | 4:01 |
| 4. | Kommit hem                             | Plura Jonsson, 2008                      | Eldkvarns Hunger Hotell                                 | 2:51 |
| 5. | A thing called rain                    | Jackie Greene, 2005                      | Sweet Somewhere Bound                                   | 4:00 |
| 6. | Waiting on a friend                    | Mick Jagger och Keith Richards, 1981     | Rolling Stones Tattoo You                               | 2:51 |
| 7. | Cocaine blues                          | Krediterad Reverend Gary Davis, okänt år | Omarbetning av Little Sadie som finns i många versioner | 1:40 |
| 8. | Dead flowers                           | Mick Jagger och Keith Richards, 1971     | Rolling Stones Sticky Fingers                           | 4:42 |
| 9. | Mystery train                          | Junior Parker, 1953                      | Även inspelad av bland andra Elvis Presley och The Band | 1:35 |